# Самотовинский сельсовет (Московская область)
Самотовинский сельсовет — упразднённая административно-территориальная единица, существовавшая на территории Московской губернии и Московской области до 1954 года.
Самотовинский сельсовет был образован в первые годы советской власти. По данным 1922 года он входил в состав Константиновской волости Сергиевского уезда Московской губернии.
В 1924 году к Самотовинскому с/с был присоединён Овсянниковский с/с.
По данным 1926 года в состав сельсовета входили деревни Самотовино, Кошелево, Овсянниково, Татары и Фролово.
В 1929 году Самотовинский с/с был отнесён к Константиновскому району Кимрского округа Московской области.
17 июля 1939 года к Самотовинскому с/с был присоединён Окаёмовский сельсовет (селения Окаёмово, Неверово, Устиново и Покровский погост).
14 июня 1954 года Самотовинский с/с был упразднён. При этом его территория была передана в Кузьминский с/с.